# Mayora Indah
PT Mayora Indah Tbk là một công ty thực phẩm và đồ uống đa quốc gia của Indonesia có trụ sở chính tại Jakarta. Công ty được thành lập vào ngày 17 tháng 2 năm 1977 bởi Jogi Hendra Atmadja.
Công ty đã được niêm yết trên Sàn giao dịch chứng khoán Jakarta (nay là Sàn giao dịch chứng khoán Indonesia) kể từ ngày 4 tháng 7 năm 1990. PT Unita Branindo nắm giữ 32,93% cổ phần.

## Lịch sử
Lịch sử của Mayora bắt đầu từ năm 1948, khi một gia đình người Hoa nhập cư vào Indonesia bắt đầu làm bánh quy trong bếp nhà mình, với Marie Biscuits là sản phẩm đầu tiên của họ. Năm 1976, gia đình chuyển đến Kampung Bali ở Jakarta và bắt đầu bán bánh quy thương hiệu Roma.
Công ty được thành lập chính thức vào năm 1977 với tên gọi United Brand, mở nhà máy đầu tiên tại Tangerang, phía tây thủ đô Jakarta của Indonesia. Kopiko, một loại kẹo hương cà phê, được ra mắt vào năm 1982. Năm 1984, United Brand bước vào phân khúc sô cô la với việc ra mắt thương hiệu thanh sô cô la riêng của mình, Beng-Beng, tiếp theo là Choki-Choki, một thương hiệu bột sô cô la ra mắt vào năm 1985. Công ty đã niêm yết vào năm 1990 và mở rộng sự hiện diện của mình sang các nước châu Á khác. Kể từ đó, United Brand được đổi tên thành Mayora Indah. Cũng trong năm 1990, công ty đã ra mắt thương hiệu cà phê hòa tan của riêng mình, Torabika.
Năm 1992, Mayora bước vào phân khúc đồ uống bổ dưỡng với sự ra mắt của Energen. Năm 1994, trụ sở chính trước đây của công ty tại Tomang Raya, Jakarta được sử dụng làm trung tâm cho mọi hoạt động. Năm 1995, công ty bước vào phân khúc mì ăn liền với sự ra mắt của Migelas, khi họ trở thành một trong những thương hiệu mì ăn liền hàng đầu tại Indonesia.
Năm 2011, Mayora bước vào thị trường đồ uống với sự ra mắt của Teh Pucuk Harum, một thương hiệu trà pha sẵn, tiếp theo là Le Minerale, một thương hiệu nước đóng chai ra mắt năm 2015.
Vào tháng 11 năm 2017, đồ ăn nhẹ Kopiko của Mayora đã được chụp ảnh tại Trạm vũ trụ quốc tế như một phần của bữa tối Lễ Tạ ơn do các phi hành gia tổ chức. Năm 2019, người sáng lập và giám đốc Mayora là Jogi Hendra Atmadja được Forbes xếp hạng là người giàu thứ 10 tại Indonesia, với khối tài sản 3 tỷ đô la.

## Sản phẩm
Tập đoàn Mayora sản xuất một số dòng sản phẩm, cụ thể:
- Bánh quy: Better, Danisa, Roma Arden, Roma Biskuit Kelapa, Roma Chess Kress, Roma Coffee Joy, Roma Malkist, Roma Marie Gold, Roma Marie Susu, Roma Sari Gandum, Roma Sandwichi, Slai O'lai
- Kẹo: Kopiko, Kis, Fres (chỉ có ở Philippines), Plonk, Tamarin, Juizy Milk
- Bánh xốp: Astor, Beng-Beng, Superstar, Wafello, Zuperrr Keju (Cal Cheese)
- Sôcôla: Choki-Choki, Danisa
- Ngũ cốc: Energen
- Cà phê: Kopi Ayam Merak, Kopiko Brown, Kopiko Blanca, Kopiko White Mocca, Torabika Duo, Torabika Oke, Torabika 3 in 1, Torabika Jahe Susu, Torabika Cappuccino, Tora Moka, Tora Susu, Kopiko Black, Kopiko Cappuccino, Kopiko L.A (axit thấp), Cốc đôi Kopiko, Kopiko Café Mocha, Tora Cafe, Torabika Creamy Latte
- Đồ uống sô cô la: Champion, Drink Beng-Beng
- Cháo: Super Bubur
- Sữa: Tujuh Kurma, Collagena
- Mì ăn liền: Migelas, Bakmi Mewah, Mie Oven
- Đồ uống: Kopiko Lucky Day (trước đây là Kopiko 78 °C, đối tác giữa Indonesia, Thái Lan và Philippines), Teh Pucuk Harum, Q Guava, Kopiko Iced Blanca, Kopiko Iced Black, Kopiko Iced Brown, Le Minerale
- Chất tẩy rửa: Gentle Gen

## Thị trường

### Châu Á
- Indonesia
- Malaysia
- Singapore
- Brunei
- Philippines
- Thái Lan
- Campuchia
- Lào
- Việt Nam
- Đông Timor
- Myanmar
- Trung Quốc
- Hồng Kông
- Ma Cao
- Đài Loan
- Nhật Bản
- Hàn Quốc
- CHDCND Triều Tiên
- Ấn Độ
- Nepal
- Bangladesh
- Pakistan
- Sri Lanka
- Maldives
- Kazakhstan
- Uzbekistan
- Turkmenistan

### Trung Đông
- Ả Rập Xê Út
- Các Tiểu vương quốc Ả Rập Thống nhất
- Bahrain
- Qatar
- Kuwait
- Iran
- Iraq
- Jordan
- Oman
- Liban
- Thổ Nhĩ Kỳ
- Ai Cập
- Maroc
- Oman
- Yemen
- Libya
- Gruzia
- Azerbaijan
- Armenia
- Thổ Nhĩ Kỳ

### Châu Đại Dương
- Úc
- New Zealand
- Papua New Guinea
- Fiji
- Quần đảo Marshall

### Châu Phi
- Nam Phi
- Ghana
- Kenya
- Madagascar
- Mauritius
- Nigeria
- Sierra Leone
- Burkina Faso
- Bờ Biển Ngà
- Togo
- Bénin
- Uganda
- Tanzania
- Zambia
- Angola
- Botswana
- Zimbabwe
- Mozambique
- Mauritius
- Sénégal
- Cameroon
- Ethiopia
- Cộng hòa Dân chủ Congo
- Gabon

### Châu Âu
- Anh Quốc
- Pháp
- Ý
- Đức
- Tây Ban Nha
- Bồ Đào Nha
- Thụy Điển
- Nga
- Ba Lan
- Thụy Sĩ
- Latvia
- Đan Mạch
- Áo
- Hy Lạp
- Hà Lan
- Estonia
- Litva
- Belarus
- Ukraina
- Moldova
- Hungary
- România
- Bulgaria
- Cộng hòa Séc
- Slovakia
- Phần Lan
- Na Uy
- Ireland

### Bắc Mỹ
- Hoa Kỳ
- Canada
- México
- Haiti
- Cộng hòa Dominica
- Cuba
- Jamaica
- Dominica
- Guatemala
- Panama
- Trinidad và Tobago
- Barbados
- Belize
- El Salvador
- Honduras
- Costa Rica
- Nicaragua

### Nam Phi
- Argentina
- Brasil
- Suriname
- Perú
- Chile
- Colombia
- Uruguay